# Raymond Grégoire (chirurgien)
Pour les articles homonymes, voir Raymond Grégoire et Grégoire.
Raymond Hippolyte Auguste Grégoire, né à Lyon le 1er janvier 1875 et mort à Paris le 20 février 1942, est un anatomiste  et chirurgien français.

## Biographie
Raymond Grégoire provient d'une famille d'origine parisienne. Son père, Marie Léopold Grégoire (1851-1896), est un industriel. Sa mère, Alexandrine Blanche Joséphine Delpech (1850-1928), est une femme très distinguée, aux goûts artistiques : peintre, émailliste, elle transmet ses goûts à ses enfants. Il est l'aîné de 5 frères et sœurs. L'un de ses frères, Grand Prix de Rome d'Architecture, est tué pendant la Grande Guerre, le 29 octobre 1914. Durant sa carrière, il se lie d'amitié avec Maurice Heitz-Boyer, Pierre Duval et Paul Alglave. Il a pour maître Auguste Boca, Faisans, Merklen, Félix Guyon et, surtout, Lucien Picqué, Paul Poirier et Louis-Hubert Farabeuf.
Raymond Grégoire fait ses études chez les Dominicains à Arcueil. A dix-huit ans, Grégoire fait son service militaire et à son retour s'inscrit à la Faculté de médecine de Paris. Son père meurt alors qu'il a vingt ans, avant donc qu'il ne soit reçu à l'internat. Il doit alors faire de grands efforts pour ne pas être à la charge de sa mère, restée sans fortune. En 1899, il est nommé interne des hôpitaux. et entre dans le service de Félix Guyon. Puis, il est nommé à la Faculté : aide d'anatomie en 1902, prosecteur en 1904 et assistant d’anatomie en 1909. Il devient en 1910 Chirurgien des Hôpitaux de Paris et Professeur agrégé d'Anatomie à la Faculté en 1911.
Il se marie le 3 octobre 1911 avec Claire Flavie Suzanne Révillon (1884-1956), résistante.
Il est mobilisé durant la Première Guerre mondiale dans une formation chirurgicale à l'avant, opérant jour et nuit et se dépensant jusqu'au surmenage. Il possède le grade de médecin major de 2e classe territoriale. Il dirige en tant que Chirurgien-chef une Ambulance chirurgicale automobile (l’Auto-chir n°3) de 1915 à 1918. Après la guerre, Grégoire devient chef du service de chirurgie infantile de Bretonneau, puis d'un service de chirurgie générale à Tenon. En 1924, il est médecin-major de 1ère classe pour le gouvernement militaire de Paris. Il est nommé, en 1930, Professeur d'Anatomie chirurgicale et de Technique opératoire à la Faculté de médecine de Paris et, en 1933, il prend la Chaire de Clinique Chirurgicale à l'Hôpital Saint-Antoine où il donne un enseignement qui attire aussi bien les chirurgiens déjà connus que les jeunes étudiants.
Raymond Grégoire est élu membre de l'Académie nationale de médecine pour la section de chirurgie en 1937. Il est également secrétaire de l'Association française de Chirurgie pendant huit ans. Il préside, en 1937, le Congrès de Chirurgie. En 1939 il devient président de l’Académie nationale de chirurgie.
Raymond Grégoire publie de nombreux ouvrages, en tant qu'anatomiste et chirurgien. Il étudie avec une grande précision les articulations radio-carpiennes et leur physiologie, les ganglions du testicule et leur envahissement dans le cancer, les vaisseaux du rein. Il apporte une contribution très utile au perfectionnement de la Chirurgie de guerre par ses travaux sur la suture primitive, les problèmes du shock, les plaies du poumon. Ultérieurement il publie, en collaboration avec Courcoux, un important ouvrage sur les Plaies de la plèvre et du poumon. Il faut rappeler aussi l'ensemble de ses recherches sur les Anévrismes artério-veineux. Il s'intéresse aux maladies du sang, en particulier à l'hémogénie, il étudie les indications et la technique de la splénectomie dans les splénomégalies, l'ictère hémolytique, les maladies du sang. Ses recherches de grande portée sur les Apoplexies viscérales séreuses et hémorragiques, avec application en particulier à l'infarctus de l'intestin, sont publiées, en collaboration avec Roger Couvelaire. Il travaille également sur la chirurgie de l'œsophage. Il est l'auteur de plusieurs ouvrages didactiques, comme l'Anatomie médico-chirurgicale de l'abdomen, ou le Précis d'Anatomie, avec de nombreux schémas qu'il publie en collaboration avec son élève Serge Oberlin.
Il décède en 1942 à son domicile du 20, rue de l'Université, Paris 7e.

## Publications
- Manuel d’anatomie professionnelle des infirmières, préface du professeur Felix Guyon - Octave Doin et Fils, Paris, 1909
- Plaies de la plèvre et du poumon, en collaboration avec Alfred Courcoux - Masson et Cie, Paris, 1917
- Wounds of the pleura and of the lungs, Translated and edited by Ch. Fagge, Surgeon of Guy's hospital, University of London Presse, Londres, 1919 (traduction du précédant ouvrage)
- Anatomie médico-chirurgicale de l’abdomen (Trois volumes) - Librairie J.-B. Baillière et Fils, Paris, 1920-1926 :
  - Tome I - La région thoraco-abdominale
  - Tome II - La région sous-thoracique de l’abdomen
  - Tome III - La région lombaire et le petit bassin
- Précis d’anatomie (Trois volumes de texte et trois volumes d’atlas), en collaboration avec Serge Oberlin - Librairie J.-B. Baillière et Fils, Paris, 1926 :
  - Tome I - Anatomie des membres - Ostéologie du crâne, de la face, du thorax, du bassin
  - Tome II - Tête et cou - Système nerveux central et organes des sens
  - Tome III - Spanchologie - Thorax, abdomen, bassin
- Titres et travaux scientifiques de Raymond Grégoire - Librairie J.-B. Baillière et Fils, Paris, 1930
- Les anévrysmes artério-veineux - Librairie J.-B. Baillière et Fils, Paris, 1930
- Chirurgie de l’œsophage - Masson et Cie, Paris, 1935
- Apoplexies viscérales séreuses et hémorragiques (infarctus viscéraux), en collaboration avec Roger Couvelaire - Masson et Cie, Paris, 1937

## Activité
- Membre de la Société d’Urologie, 1905[4]
- Membre de la Société de Chirurgie, 1920[4]
- Membre de la Société Anatomique, 1920[4]
- Membre de la Société d’Obstétrique, 1921[4]
- Membre de la Société de Gastro-Entérologie, 1922[4]
- Membre correspondant de la Société de Chirurgie de Buenos Aires, 1925[4]
- Membre de la Société d’Hématologie, 1930[4]
- Membre correspondant de la Société de Chirurgie de Lima, 1931[4]
- Membre correspondant de la Société de Chirurgie de Santiago, 1931[4]
- Membre de l’Association Internationale de Chirurgie, 1931[4]
- Membre correspondant de la Société Piémontaise de Chirurgie, Turin , 1931[4]
- Membre correspondant de la Société Lombarde de Chirurgie, Milan, 1931[4]
- Membre de l'Académie nationale de médecine (section chirurgie),1937[4]

## Distinctions

### Hommages

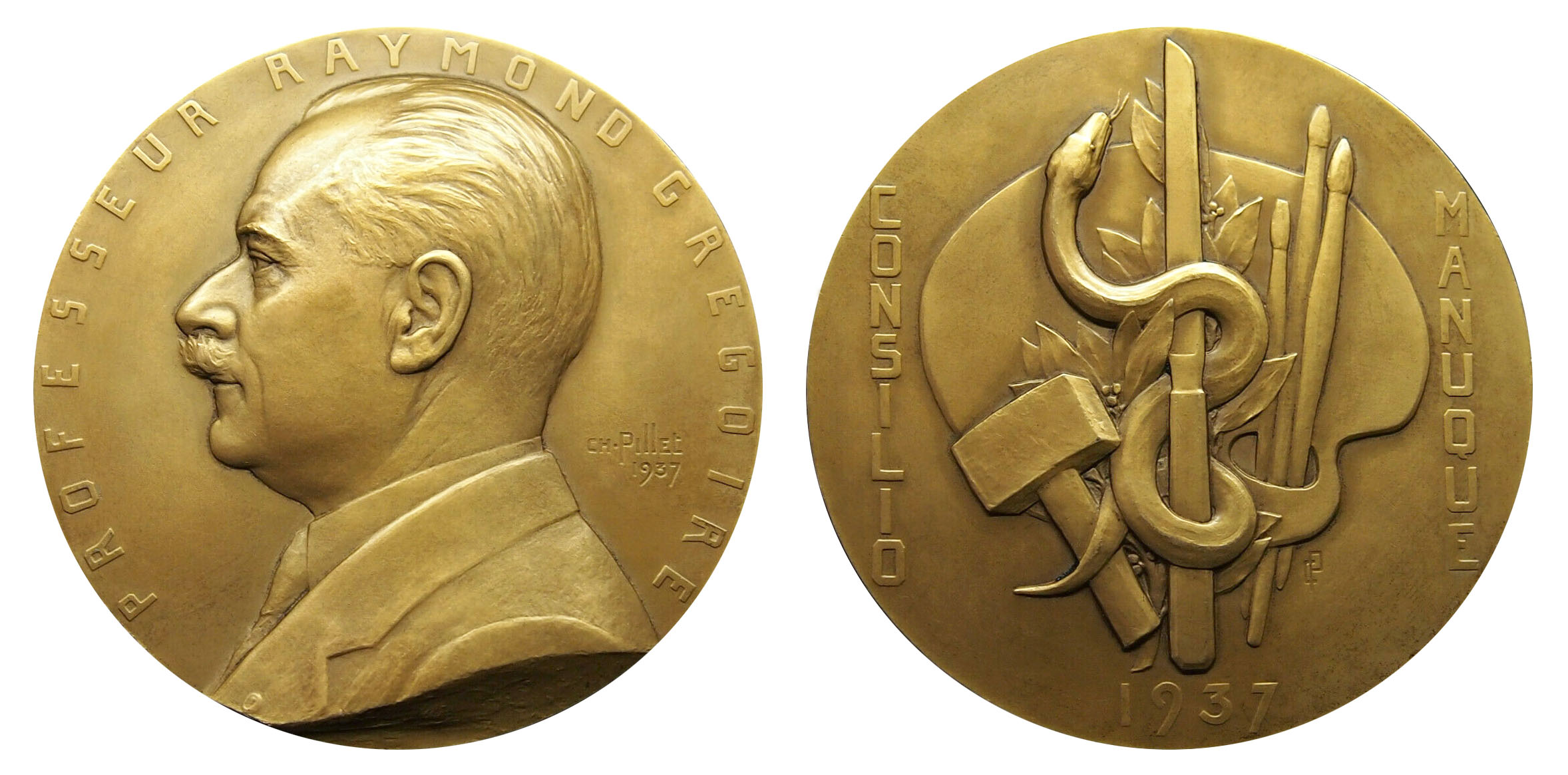
Médaille en bronze de 1937 du graveur Charles Pillet à l'effigie du Professeur Raymond Grégoire.

- Honors member of the Association of Military Surgeons of the United States, 1920[4]
- Membre honoraire de la Société de Chirurgie de Guadalajara, 1925[4]
- Docteur en Médecine, honoris causa, de l’Université Laval, 1926[4]
- Membre honoraire de l’Académie de Médecine de Lima, 1931[4]
- Membre d’honneur de la Société de Chirurgie de Lyon, 1933[4]
- Médaille en bronze à son effigie du maître graveur Charles Pillet, 1937

### Décorations
- Décoré de la Croix de Guerre[5]
- Chevalier de la Légion d'honneur, 1916[5]
- Officier de la Légion d'honneur, 1924[5]

## Sources et Bibliographie
- Biographie de Raymond Grégoire, Comité des travaux historiques et scientifiques (Institut rattaché à l’École nationale des chartes).
- Titres et travaux scientifiques de Raymond Grégoire - Librairie J.-B. Baillière et Fils, Paris, 1930
- Archives nationales, base de la Légion d'honneur : LH/1196/10